# Tencent Holdings
Tencent Holdings Limited (腾讯控股有限公司S, Téngxùn kònggǔ yǒuxiàn gōngsīP，SEHK: 700) è una società d'investimenti quotata alla borsa di Hong Kong, fondata nel 1998 da Ma Huateng.
La società, che rappresenta uno dei principali conglomerati tech al mondo, fornisce servizi di comunicazione, cloud computing, intelligenza artificiale, multimedialità, pagamenti, e-commerce ed intrattenimento. Oltre ad essere tra le società quotate più grandi a livello globale per capitalizzazione, Tencent è anche la prima società al mondo per fatturato realizzato dalle proprie controllate nell'industria dei videogiochi ed è stata la prima società asiatica ad aver superato il traguardo di 500 miliardi di dollari di valutazione in borsa, divenendo nel 2018 la quinta società al mondo per capitalizzazione di mercato e la prima di tutta l'Asia.
I suoi servizi includono reti sociali, intrattenimento, musica, commercio elettronico, videogiochi, sistemi di pagamento e servizi FinTech, smartphone, e soluzioni di intelligenza artificiale. La società gestisce i servizi di messaggistica istantanea WeChat, Tencent QQ, e QQ.com. Attraverso la sua divisione di venture capital, ha acquisito significative partecipazioni societarie in oltre 600 aziende globali e startup  e detiene quote rilevanti di società come Tesla, Snapchat e Spotify.
Il suo quartier generale ha sede nell'iconico grattacielo Tencent Seafront Towers (noto anche come Tencent Binhai Mansion), nel Distretto di Nanshan a Shenzhen. La società ha sedi in tutto il mondo, con uffici a Shenzhen, Hong Kong, Singapore, Tokyo, Los Angeles, New York, Palo Alto, Londra, Amsterdam, Parigi, Francoforte, Monaco e Dubai.
Negli scorsi 5 anni, la società è stata classificata per 4 volte da Boston Consulting Group e Fast Company tra le 50 aziende più innovative al mondo. Nel gennaio 2021, dopo che la valutazione si era avvicinata al valore record di un trilione di dollari, il prezzo delle azioni Tencent e di tutto il mercato cinese ha subito una forte flessione, recuperata in parte nel biennio successivo.

## Storia
La società ha la sua sede principale nel Distretto di Nanshan a Shenzhen, la "silicon valley" cinese. Tra i suoi servizi vi sono social media, servizi di commercio elettronico, servizi FinTech, cloud e giochi online. Tencent gestisce il noto applicativo di messaggistica istantanea Tencent QQ, così come WeChat, l'app di messaggistica più usata al mondo dopo WhatsApp, nonché uno dei più grandi portali web in Cina, ossia QQ.com.
Il 31 dicembre 2010 vi erano 647,6 milioni di utenti attivi su Tencent QQ, che la rendevano la più grande comunità su internet. Sempre in questo periodo è diventata la terza società su internet più grande al mondo dietro Google e Amazon.com.

## Prodotti e servizi

### Social media

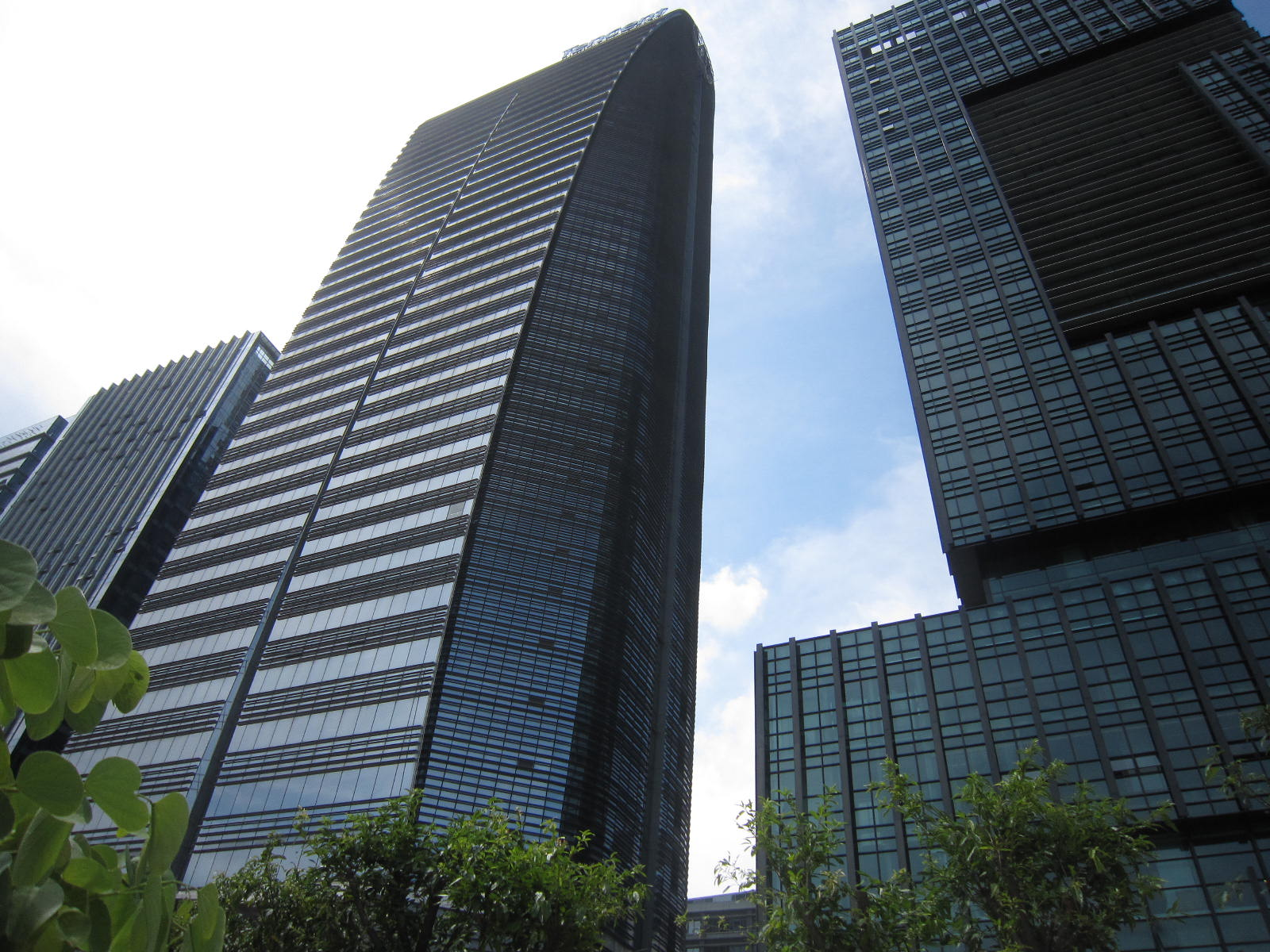
Tencent HQ office

Lanciato nel febbraio 1999, Tencent QQ è stato il primo e più notevole prodotto di Tencent. QQ è oggi una delle piattaforme instant messaging più popolari nel mercato asiatico. Al 31 dicembre 2010, c'erano 647,6 milioni di account utente IM attivi Tencent QQ, che rendevano Tencent QQ all'epoca la più grande community online del mondo. Il numero di account QQ collegati contemporaneamente ha, a volte, superato i 100 milioni. Tencent ha anche creato QQ International, che è una versione inglese di QQ disponibile per Windows e macOS. Nel 2005, Tencent ha lanciato Qzone, un servizio di social networking/blogging integrato in QQ. Qzone è diventato uno dei più grandi servizi di social networking in Cina, con una base di utenti di 645 milioni nel 2014.
WeChat è un'app mobile con messaggi vocali e di testo ed una "linea temporale". È l'applicazione mobile di reti sociali più popolare in Cina e in alcune comunità cinesi all'estero. WeChat non è però riuscita a penetrare nei principali mercati internazionali al di fuori della Cina.

### Intrattenimento

#### Videogiochi

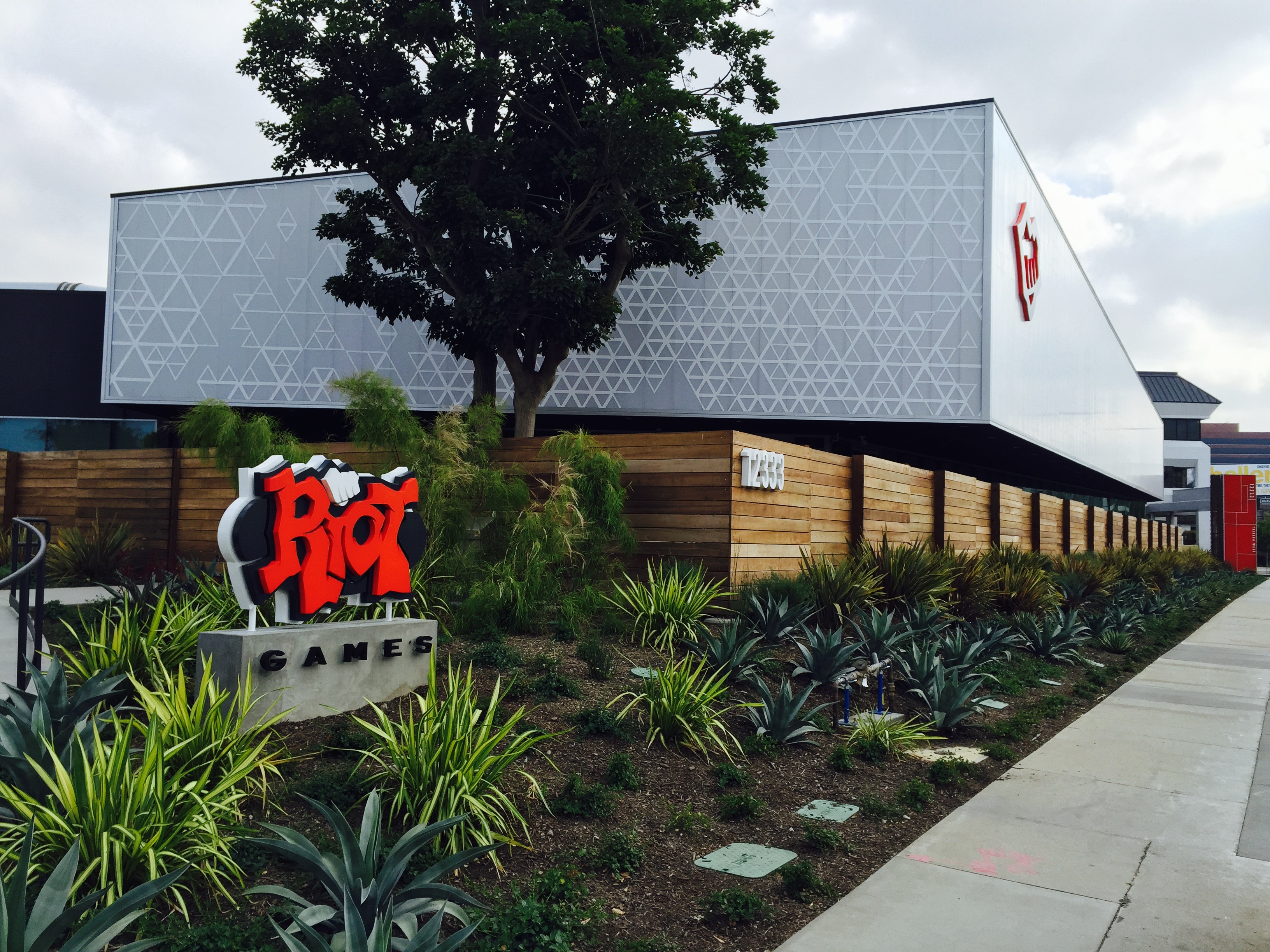
Riot Games è una delle principali sussidiarie di Tencent, nota per aver creato il MOBA League of Legends. È stato uno dei primi sviluppatori di giochi a ricevere investimenti da Tencent.

Tencent pubblica videogiochi tramite la sua divisione Tencent Games di Tencent Interactive Entertainment e detiene molti investimenti in società di videogiochi, sia in Cina che all'estero. Ha cinque gruppi di studio interni, TiMi Studio Group, Lightspeed Studios, Aurora Studio Group, Morefun Studio e Next Studio.

##### Investimenti extra-Cina
| Società                                               | Nazione         | Quota di proprietà | Primo investimento | Ultimo investimento | Ref(s).              |
| ----------------------------------------------------- | --------------- | ------------------ | ------------------ | ------------------- | -------------------- |
| Funcom                                                | Norvegia        | 100%               | Settembre 2019     | Gennaio 2020        | [ 25 ] [ 26 ]        |
| Leyou (Athlon Games, Digital Extremes, Splash Damage) | Hong Kong       | 100%               | Dicembre 2020      |                     | [ 27 ] [ 28 ]        |
| Riot Games                                            | USA             | 100%               | Febbraio 2011      | Dicembre 2015       | [ 29 ]               |
| Sharkmob                                              | Svezia          | 100%               | Marzo 2019         |                     | [ 30 ]               |
| Sumo Group                                            | UK              | 100%               | Novembre 2019      | Gennaio 2022        | [ 31 ] [ 32 ]        |
| Turtle Rock Studios                                   | United States   | 100%               | Dicembre 2021      |                     |                      |
| Wake Up Interactive (Soleil, Valhalla Game Studios)   | Hong Kong       | 100%               | Novembre 2021      |                     | [ 33 ]               |
| Inflexion Games                                       | Canada          | 100%               | Febbraio 2022      |                     | [ 34 ]               |
| Fulqrum Games                                         | Polonia, Russia | 100%               | Febbraio 2022      |                     | [ 35 ]               |
| Supercell                                             | Finlandia       | 84%                | Giugno 2016        |                     | [ 36 ]               |
| Grinding Gear Games                                   | Nuova Zelanda   | 80%                | Maggio 2018        |                     | [ 37 ] [ 38 ]        |
| Epic Games                                            | US              | 40%                | Giugno 2012        |                     | [ 39 ]               |
| Pocket Gems                                           | Giappone        | 38%                | 2015               | Maggio 2017         | [ 40 ]               |
| Sea Ltd (Garena)                                      | Singapore       | 20%                | 2010               | Marzo 2019          | [ 41 ] [ 42 ] [ 43 ] |
| Don't Nod                                             | Francia         | 22.63%             | Gennaio 2021       |                     | [ 44 ]               |
| Bloober Team                                          | Polonia         | 22%                | Ottobre 2021       |                     | [ 45 ]               |
| Marvelous (G-Mode, Xseed Games)                       | Giappone        | 20%                | Maggio 2020        |                     | [ 46 ]               |
| Netmarble                                             | Sud Corea       | 17.66%             | Settembre 2018     |                     | [ 47 ]               |
| Kakao                                                 | Sud Corea       | 13.54%             | Maggio 2012        |                     | [ 48 ] [ 49 ]        |
| Krafton (Bluehole Studio)                             | Sud Corea       | 13.6%              | Agosto 2018        |                     | [ 50 ]               |
| Frontier Developments                                 | UK              | 9%                 | Luglio 2017        |                     | [ 51 ]               |
| Kadokawa Corporation (FromSoftware, Spike Chunsoft)   | Giappone        | 6.86%              | Ottobre 2021       |                     | [ 52 ] [ 53 ]        |
| Ubisoft                                               | Francia         | 5%                 | Marzo 2018         |                     | [ 54 ] [ 55 ]        |
| Paradox Interactive                                   | Svezia          | 5%                 | Marzo 2016         |                     | [ 56 ]               |
| Remedy Entertainment                                  | Finlandia       | 3.8%               | Maggio 2021        |                     | [ 57 ]               |
| Fatshark                                              | Svezia          | Maggioranza        | Gennaio 2019       | Gennaio 2021        | [ 58 ] [ 59 ]        |
| Miniclip                                              | Svizzera        | Maggioranza        | Febbraio 2015      |                     | [ 60 ]               |
| Tequila Works                                         | Spagna          | Maggioranza        | Marzo 2022         |                     | [ 61 ]               |
| Klei Entertainment                                    | Canada          | Maggioranza        | Gennaio 2021       |                     | [ 62 ]               |
| 10 Chambers Collective                                | Svezia          | Maggioranza        | Ottobre 2020       |                     | [ 63 ]               |
| Yager Development                                     | Germania        | Maggioranza        | Febbraio 2020      | Giugno 2021         | [ 64 ] [ 65 ]        |
| Voodoo                                                | Francia         | Minoranza          | Agosto 2020        |                     | [ 66 ]               |
| Bohemia Interactive                                   | Repubblica Ceca | Minoranza          | Febbraio 2021      |                     | [ 67 ]               |
| Payload Studios                                       | UK              | Minoranza          | Febbraio 2021      |                     | [ 68 ]               |
| Playtonic Games                                       | UK              | Minoranza          | Novembre 2021      |                     | [ 69 ]               |
| Riffraff Games                                        | Nuova Zelanda   | Minoranza          | Marzo 2022         |                     | [ 70 ]               |
| Offworld Industries                                   | Canada          | Minoranza          | Marzo 2022         |                     | [ 71 ]               |
| Discord                                               | USA             |                    | Febbraio 2015      |                     | [ 72 ]               |
| Roblox Corporation                                    | USA             |                    | Febbraio 2020      |                     | [ 73 ]               |
| Lockwood Publishing                                   | UK              |                    | Novembre 2020      |                     | [ 74 ]               |
| PlatinumGames                                         | Giappone        |                    | Gennaio 2020       |                     | [ 75 ]               |
| Aiming                                                | Giappone        |                    | Dicembre 2014      |                     | [ 76 ]               |
| Novarama                                              | Spagna          |                    | Marzo 2022         |                     | [ 77 ]               |
| VisualArt's                                           | Giappone        | 100%               | Luglio 2023        |                     | [ 78 ]               |

##### Investimenti Domestici
- 20% di proprietà della società cinese Wangyuan Shengtang, che pubblica, tra gli altri, il franchise Gujian.[79]
- 18,6% di proprietà della società cinese iDreamSky, che sviluppa e pubblica principalmente mobile games per il mercato cinese.
- 5% di proprietà della società cinese Century Huatong, che gestisce giochi sviluppati da FunPlus.[80] Tencent è diventato un azionista attraverso un investimento nella sussidiaria di Century Huatong, Shengqu Games.[81]
- 5% di proprietà della società cinese Game Science, responsabile dello sviluppo di Black Myth: Wukong.[82]

#### Televisione e cinema
Nell'aprile 2009, Tencent ha lanciato iTQQ, un "servizio televisivo interattivo intelligente" in uno sforzo congiunto con TCL.
Nel 2015, Tencent ha lanciato Tencent Pictures, un distributore di film e una società di produzione che crea e distribuisce film basati su libri, fumetti, serie animate e videogiochi. Nello stesso anno, Tencent ha lanciato Tencent Penguin Pictures un'unità di produzione incentrata su drammi online e investimenti minori in lungometraggi. Fa parte della Online Media Business Unit di Tencent e lavora a stretto contatto con Tencent Video.

#### Fumetti
Il 21 marzo 2012, Tencent ha lanciato Tencent Comic e in seguito sarebbe diventata la più grande piattaforma di animazione online della Cina.
A settembre 2017, Tencent ha annunciato l'intenzione di introdurre Fumetti online cinesi in tutti i mercati del mondo, il primo è Nord America. Lavorerà con l'editore digitale con sede a San Francisco Tapas Media, una partnership che vedrà le versioni in lingua inglese di diversi popolari titoli cinesi online.

#### Musica
Nel 2014 Tencent ha stabilito accordi di distribuzione esclusivi in Cina con diversi grandi produttori musicali, tra cui Sony, Warner Music Group e YG Entertainment e nel 2017 ha firmato un accordo con Universal Music Group per lo streaming della sua musica in Cina. Ha inoltre stretto una partnership con Alibaba Group sulla condivisione dei diritti di streaming musicale, l'accordo mira a proteggere i servizi di streaming con licenza che offrono contenuti protetti da copyright di industria musicale, incoraggiando più musica originale e di alta qualità, oltre a sviluppare il mercato dello streaming della Cina, in rapida crescita. Alibaba otterrà i diritti per lo streaming di musica da etichette internazionali, che hanno già accordi esclusivi con Tencent, in cambio dell'offerta di diritti reciproci sul suo catalogo di musica Cinese e Giapponese.
Nel dicembre 2017 il ramo musicale di Tencent, Tencent Music Entertainment (TME) e Spotify hanno accettato di scambiare il 10% del capitale e hanno investito nelle rispettive attività musicali, formando un'alleanza nell'industria musicale in cui Martin Lau (presidente di Tencent) l'ha descritta come una "collaborazione strategica".
Nel marzo 2020 Tencent ha acquisito il 10% della partecipazione di Vivendi in Universal Music Group, il più grande gruppo musicale del mondo. Inoltre, è stata data la possibilità di acquistare un altro 10% alle stesse condizioni.
Nel giugno 2020 Tencent ha acquistato l'1,6% delle azioni di Warner Music Group dopo che WMG ha lanciato la sua IPO nello stesso mese.
Nel corso del 2024 la Tencent ha detenuto il 14,7% del mercato globale in termini di utenze ad abbonamento (121 milioni), numero derivante dalle piattaforme Kugou Music, Kuwo Music e QQ Music. È stata quindi la seconda azienda più influente a livello mondiale dell'anno, solo dietro a Spotify.

#### Streaming video
Tencent possiede Tencent Video, un sito Web di streaming video. Controlla la piattaforma di live streaming Huya Live e ha partecipazioni in altri importanti operatori cinesi di piattaforme di live streaming di giochi, tra cui DouYu, Kuaishou e Bilibili. In A marzo 2020, Tencent ha iniziato a testare Trovo Live, un servizio di streaming live per utenti di tutto il mondo. Da giugno 2020, possiede il servizio di video on demand malese Iflix.

### Cloud e IA
Tencent fornisce alle aziende private soluzioni di intelligenza artificiale rivolte alla grande distribuzione, alla clinica medica, e ai trasporti intelligenti. Inoltre Tencent è una delle sedici aziende incaricate dal partito comunista cinese per sviluppare software a supporto del sistema di credito sociale. Tencent inoltre è attiva nel distribuire programmi di intelligenza artificiale a codice aperto sulla piattaforma Github. Tra questi, è degno di menzione la libreria software Ncnn capace di eseguire reti neurali su dispositivi a bassa potenza come i telefoni.

## Partnership governative
In occasione del 19º Congresso Nazionale del Partito Comunista Cinese, Tencent ha rilasciato un gioco per cellulare intitolato "Clap for Xi Jinping: An Awesome Speech", in cui i giocatori hanno 19 secondi per generare altrettanti applausi possibili per il leader del partito.
Nell'agosto 2019, è stato riferito che Tencent ha collaborato con il Publicity Department of the Central Committee of the Communist Party of China (anche Central Propaganda Department) e il People's Daily per sviluppare "giochi patriottici".
In un articolo del dicembre 2020 in Foreign Policy, un ex alto funzionario della CIA ha dichiarato che la CIA ha concluso che Tencent ha ricevuto finanziamenti dal Ministero della Sicurezza di Stato fin dall'inizio della sua fondazione. Si diceva che questo fosse un "investimento iniziale" fornito "quando stavano cercando di costruire il Great Firewall e la tecnologia di monitoraggio". Tencent ha negato questa accusa.
Nel 2021, è stato riferito che Tencent e Ant Group stavano lavorando con la Banca Popolare Cinese per sviluppare una valuta digitale.